# Peña Bajenza
Peña Bajenza es un conglomerado rocoso ubicado sobre el pueblo riojano de Viguera , perteneciente al término municipal de Viguera , y formado con la Peña Moros, la Puerta al Camero Nuevo. Se puede observar durante el recorrido por la carretera entre Soria y Logroño (N-111).    

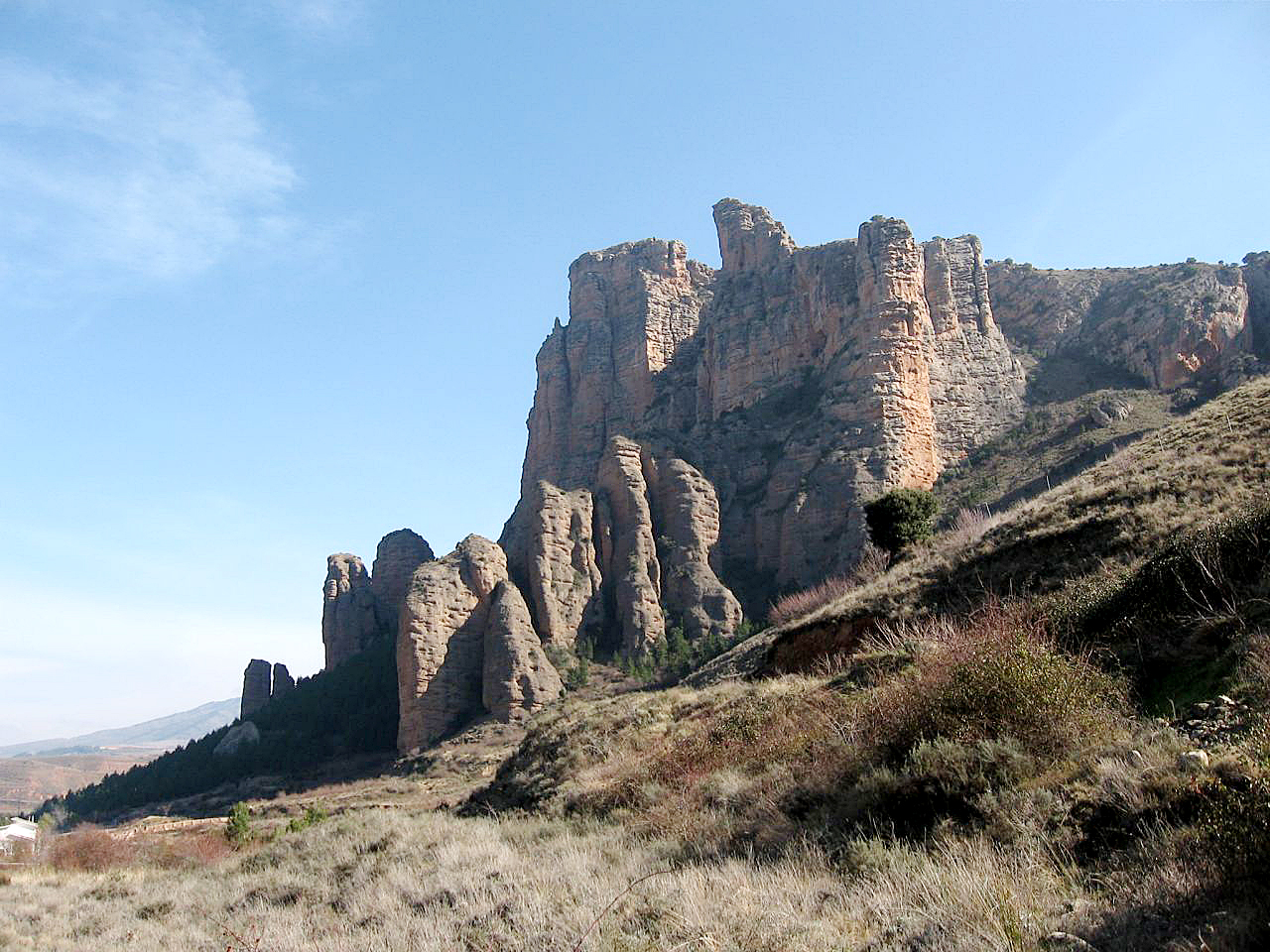
La cara oeste de la peña